# Gough Whitlam
Edward Gough Whitlam (Melbourne, 11 juli 1916 – Sydney, 21 oktober 2014) was een Australisch politicus van de Australian Labor Party. Hij was de 21e premier van Australië van 5 december 1972 tot 11 november 1975.
Hij ging in 1952 de politiek in en werd lid van de Australian Labor Party. De sociaaldemocraat
Whitlam stond bekend als een felle debater, die geen blad voor zijn mond nam. Hij was oppositieleider van 1967 tot 1972, toen Labour de verkiezingen won en hij minister-president werd.
Hij zorgde ervoor dat iedereen onderwijs kon volgen aan een universiteit, en hij kwam met een eigen zorgplan. Hij trok de Australische troepen terug uit Vietnam en schafte de dienstplicht af. Ook maakte hij in 1972 een einde aan de doodstraf.
In 1974 won Labour opnieuw de verkiezingen, maar met slechts een kleine meerderheid, en in de Senate geen meerderheid. Dat maakte het regeren lastig, en de oppositie gebruikte allerlei vertragingstactieken. Whitlam zocht buiten het parlement om naar financiering van zijn plannen, waarmee hij de grenzen van de wet opzocht. Dit leidde bijna tot een constitutionele crisis, en hij werd in november 1975 door de Gouverneur-generaal van Australië John Kerr als premier ontslagen. De daaropvolgende verkiezingen van december 1975 verloor Labour. Daarna was hij nog twee jaar oppositieleider.
Whitlam was na zijn vertrek uit de politiek nog correspondent voor UNESCO, gastspreker, oprichter van Whitlam Institute in de University of Western Sydney en hij schreef boeken. Hij overleed op 98-jarige leeftijd in een verzorgingstehuis in Sydney.